# Villa Popolo
Villa Popolo is een plaats (frazione) in de Italiaanse gemeente Torricella Sicura.